# Nina Hagen
Nina Hagen, rodným jménem Catharina Hagen, (* 11. března 1955, Východní Berlín, NDR) je německá punková zpěvačka a herečka.

## Život a kariéra
Je dcerou novináře a scenáristy Hanse Olivy-Hagena a herečky a zpěvačky Evy-Marie Hagen. Narodila se ve Východním Berlíně, kde v první polovině 70. let působila ve šlágrové skupině Automobil, známé písní „Du hast den Farbfilm vergessen“. Vystupovala mj. v televizním pořadu Karla Gotta.
V roce 1976 odešla do Západního Německa, kde následujícího roku založila punkovou kapelu Nina Hagen Band. Její eponymní album vyšlo v listopadu 1978, v následujícím roce na něj navázala deska Unbehagen. Album NunSexMonkRock (1982), první čistě sólové (bez bandu), nahrála v New Yorku s producentem Mikem Thornem a nazpívala jej v angličtině.
V roce 2000 se její píseň „Schön ist die Welt“ stala hymnou světové výstavy Expo 2000. Roku 2003 nazpívala ve spolupráci s kapelou Apocalyptica coververzi písně „Seemann“ od Rammstein. V její tvorbě se vyskytují prvky různých žánrů, včetně dance-popu, hip hopu, industriálu, gospelu a indické hudby. Roku 2003 vydala swingové album Big Band Explosion, ně které o tři roky později navázala německojazyčným Irgendwo auf der Welt.
Kromě pěvecké kariéry hrála v několika filmech a dabovala postavy v animovaných filmech. V roce 2016, spolu s dalšími hudebníky, vystupovala ve filmu Gutterdämmerung.
Český zpěvák Lou Fanánek Hagen, vlastním jménem František Moravec, si svůj pseudonym zvolil podle Niny Hagen.

## Diskografie

### Studiová alba
- 1978 – Nina Hagen Band
- 1979 – Unbehagen
- 1982 – Nunsexmonkrock
- 1983 – Angstlos
- 1985 – In Ekstase
- 1989 – Nina Hagen
- 1991 – Street
- 1993 – Revolution Ballroom
- 1995 – FreuD euch
- 1996 – BeeHappy
- 1999 – Die Dreigroschenoper
- 1999 – Om Namah Shivay
- 2000 – Return of the Mother
- 2003 – Big Band Explosion
- 2006 – Irgendwo auf der Welt
- 2010 – Personal Jesus
- 2011 – Volksbeat
- 2022 – Unity

### Koncertní alba
- 1991 – Ninamania
- 2001 – Live in Krefeld

### Kompilační alba
- 1990 – The Very Best of Nina Hagen
- 1992 – Rock aus Deutschland: Nina Hagen
- 1995 – Definitive Collection
- 1996 – 14 Friendly Abductions
- 2000 – Prima Nina in Ekstasy
- 2001 – Sternenmädchen
- 2004 – Rangeh'n – Das Beste von Nina Hagen
- 2004 – Was Denn: Hits '74-'95
- 2005 – Heiß
- 2012 – In My World
- 2020 – Was denn...? – The Amiga Recordings